# Катежина Шимачкова
Катежина Шимачкова (чеськ. Kateřina Šimáčková, нар. 23 жовтня 1966 в Брно) — чеська юристка, колишня суддя Вищого адміністративного суду та Конституційного суду Чеської Республіки та чинна суддя Європейського суду з прав людини.
Вона є авторкою кількох підручників, а також багатьох статей, головним чином на теми конституційного права, прав людини та політології. Одружена із драматургом і письменником Їржи Шимачеком.

## Біографія
Після закінчення гімназії в Брно, вона поступила на юридичний факультет Університету імені Яна Евангеліста Пуркинє (сьогодні Університет Масарика). Вона також закінчила освітні програми та курси, присвячені правам людини та політичним наукам.
В період 1990-1993 років та з 2001 року працює на юридичному факультеті Університету Масарика доцентом кафедри конституційного права та політології. Там вона викладає конституційне право, політологію, державознавство, права людини та медіаправа.
В 1992 році пішла працювати помічницею Антоніна Прохазки, судді Конституційного суду Чехословацької Республіки, а в 1994 році почала працювати адвокаткою. У своїй юридичній практиці вона в основному займалася конституційним правом, а також адміністративним правом, фінансовим правом та деякими сферами приватного права. У 2007-2009 роках була членом Законодавчої ради Чеської Республіки.
В 2008-2012 роках вона була членом Комітету з відбору суддів Трибуналу з питань державної служби ЄС. У 2009 році була призначена суддею Вищого адміністративного суду, де працювала до 2013 року. Із 2010 року вона також була представницею Чехії в Європейській комісії за демократію через право («Венеціанська комісія»). 20 червня 2013 року Сенат Чехії дав президенту Мілошу Земану згоду на її призначення суддею Конституційного суду Чеської Республіки і вона була призначена на цю посаду 7 серпня 2013 року.
У вересні 2021 року її було обрано суддею Європейського суду з прав людини, на заміну Алеша Пейхала. Вона приступила до обов'язків на цій посаді 13 грудня 2021 року.
Влітку 2021 року французький президент Емманюель Макрон вирішив нагородити Шимачкову орденом Почесного легіону за її особисту відданість просуванню прав людини. Вищу державну нагороду Франції вона отримала 23 листопада в посольстві Франції в Празі.